# Svendborgsund
Svendborgsund je tjesnac koji odvaja Funen od Tåsingea. Sa zapadu ga omeđuje otočje Južni Funen kod otoka Skarø, a na istoku Thurø Sund i Skårupøre Sund, gotovo odvojeni Thurøbrom, koji je uglavnom brana.

## Vanjske poveznice
|  | Zajednički poslužitelj ima još gradiva o temi Svendborgsund |